# 叡山ロープウェイ

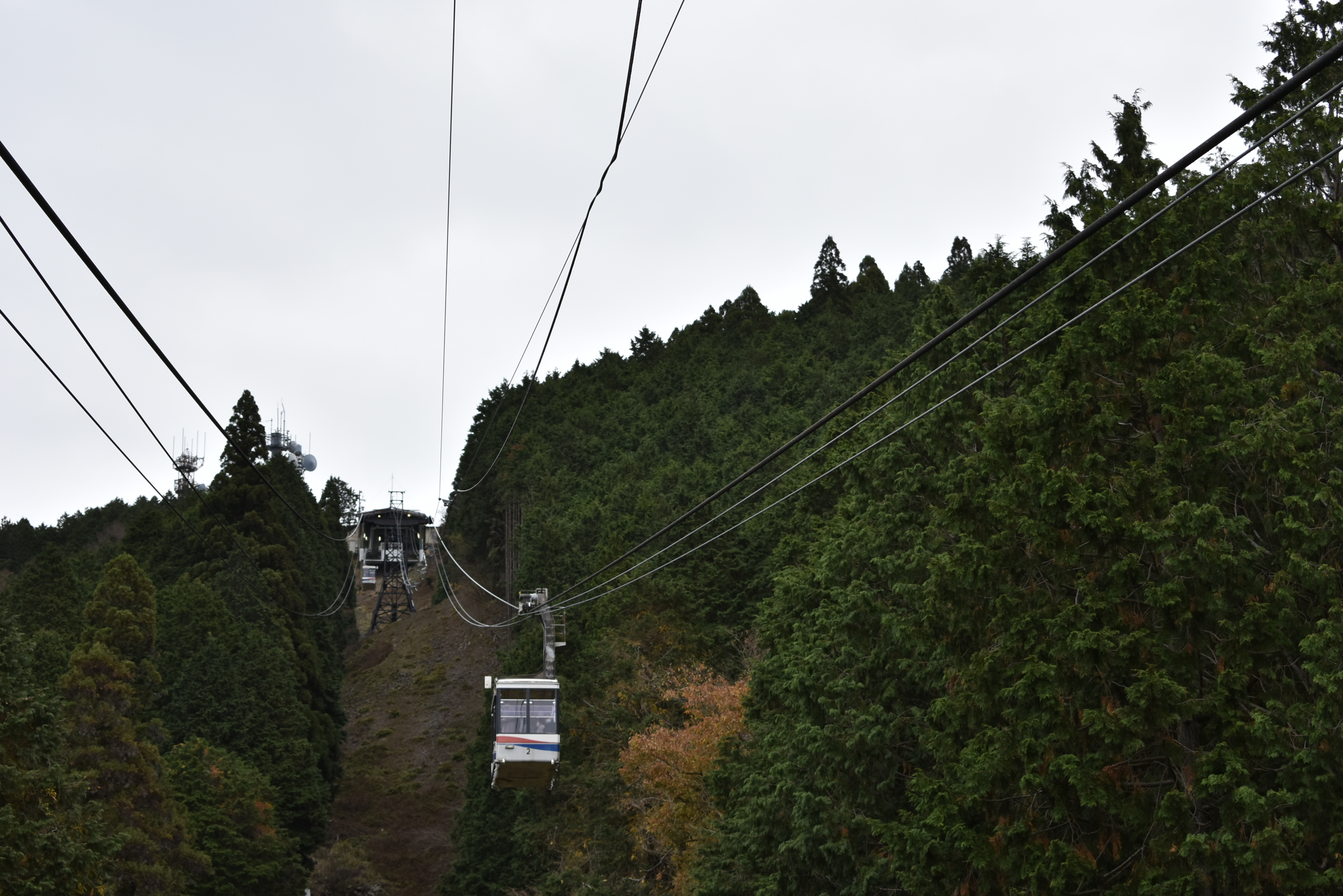
叡山ロープウェイからの眺め（2020年11月）

叡山ロープウェイ（えいざんロープウェイ）は、京都府京都市左京区のロープ比叡駅から比叡山頂駅までを結ぶ京福電気鉄道の索道（ロープウェイ）である。
叡山電鉄叡山本線、京福電気鉄道鋼索線（叡山ケーブル）とともに京都市内から比叡山山頂へのルートを形成している。

## 概要
1月1日から3日の正月三が日は、延暦寺への初詣客のために特別運行するが、それ以外の冬期は叡山ケーブルとともに運休する。そのため、前述の期間内に鉄道系交通機関で比叡山を目指すには、大津側からのルートである通年営業の坂本ケーブルを利用することになる。また、1月1日には初日の出の特別運行も実施される（実施しない場合あり）。
9時台から18時台まで、毎時3 - 4本、8分 - 24分間隔で運行している（夏期はナイター営業あり）。

### 路線データ
- 全長：486 m[2][3]
- 高低差：136 m[2]
- 最高運転速度：3 m/s[2]
- 走行方式：3線交走式[2]
- 運転時分：3分[2]
- 搬器
  - メーカー：大阪車輌工業製（1998年更新）[2]
  - 定員：30人[2]
- 駅数：2駅（起終点駅を含む）

## 歴史
- 1928年（昭和3年）10月21日 - 京都電燈の架空索道線「叡山空中ケーブル」開業（高祖谷駅 - 延暦寺駅間、600メートル）[1]。
- 1942年（昭和17年）3月2日 - 京福電気鉄道の設立に伴い、路線継承[1]。
- 1944年（昭和19年）1月10日 - 架空索道線を廃止[1]。
- 1956年（昭和31年）7月5日 - 叡山架空索道（現在の叡山ロープウェイ）が開業[2][3][1]。

## 駅一覧
| 駅名         | 累計キロ | 接続路線                               |
| ------------ | -------- | -------------------------------------- |
| ロープ比叡駅 | 0.000    | 京福電気鉄道：鋼索線（ケーブル比叡駅） |
| 比叡山頂駅   | 0.486    |                                        |

- ロープ比叡駅の名称については、開業当初は「四明駅」[1]。また、国土交通省への届出上における名称は「ロープウェイ比叡駅」となっている[3]。